# Сладкая жизнь (компания)
Сладкая жизнь — дистрибьютор продуктов питания в России. Является управляющей компанией двух сотен магазинов сети «SPAR» на территории России. Имеет собственный дистрибьюторский центр в Москве. По результатам 2020 года «Сладкая жизнь» вошла в число 200 крупнейших частных российских компаний с общей выручкой в 140,8 млрд российский рублей. Владелец франшизной сети «Авокадо». В марте 2021 году компания "Сладкая жизнь" открыла первый дискаунтер Smart в Нижнем Новгороде. Уже в первый год удалось создать сеть из 30 магазинов-дискаунтеров с присутствием в 14 городах России. Сегодня дискаунтеры Smart - это не просто сеть магазинов, это часть жизни миллионов покупателей, которые любят и доверяют Smart. Более 1 500 000 покупателей совершают покупки в магазинах Smart ежемесячно. Smart имеет свой уникальный формат. Слоган сети магазинов Smart - низкие цены для лучшей жизни. 

## Собственники и руководство
Основателем и единственным владельцем холдинга является российский предприниматель Альберт Гусев, который является учредителем 32 компаний и руководителем 11 из них. Он занимает должность председателя совета директоров.
Генеральным директором холдинга является Дмитрий Шитов.

## История
Компания «Сладкая жизнь» была создана в 1992 году в городе Нижний Новгород. Компания начинала со стартового капитала в 600$, с самого начала своей работы занималась поставками продуктов питания. Изначально была налажена продажа кондитерских изделий из города Пенза.
В 1993 году начата оптовая торговля продуктами питания, в штате появилась первая грузовая машина, арендованы собственные офис и склад.
В 1996 году «Сладкая жизнь» открыла первый в Нижнем Новгороде оптовый склад продуктов питания, который стал работать по принципиально новой для тех времен системе Cash&Carry. В течение следующих пяти лет компания открыла дополнительные семь складов системы Cash&Carry в городах Нижний Новгород, Арзамас и Чебоксары.
В 2000 году был компанией был открыт первый супермаркет, работающий по системе самообслуживания в Нижнем Новгороде. На официальном открытии было подписано соглашение с руководством Нижнего Новгорода о выделении компании «Сладкая жизнь» 10 земельных участков для строительства аналогичных супермаркетов. Год спустя состоялось открытие первого дистрибьюторского центра в Нижнем Новгороде, который представлял из себя комплекс площадью 6000 кв. м.
В 2001—2003 гг. прошло реформирование структуры компании. Случилось разделение на два дивизиона: один из которых стал отвечать за оптовое направление — ЗАО Фирма «Сладкая жизнь», а другой за розничное направление — ЗАО «SPAR Middle Volga». Представителями компании был подписан договор франчайзинга на развитие популярной сети супермаркетов SPAR в Нижегородской и Владимирской областях, в республике Марий Эл, Мордовии и Чувашии. Состоялось официальное открытие первого супермаркета сети SPAR в Нижнем Новгороде, началось получение инвестиций 6 миллионов долларов США для расширения и развития сети SPAR. Также происходит открытие второго распределительного центра компании в городе Дзержинске Нижегородской области.
В 2003—2005 гг. состоялось открытие 6 кросс-площадок компанией в рамках реализации системы «Кросс-доставка», которая позволила упростить логистику между Нижним Новгородом и удаленными городами. Кросс-площадки появились в городах Шахунья, Сергач, Йошкар-Ола, Чебоксары, Арзамас, Выкса.
В марте 2004 года открылось подразделение HoReCa, которое занялось доставкой продуктов питания в бары, рестораны, кафе, отели. В 2006 году было зарегистрировано ООО «Свит Лайф Фудсервис».
В августе 2004 года компания «Сладкая жизнь» начала выпуск продукции под собственным брендом.
В 2005 году была создана дочерняя структура ООО «Продукт-сервис», занявшаяся проектом реализации супермаркетов бренда SPAR в Приволжском федеральном округе. Также зарегистрировано ООО «Сладкая жизнь плюс», которая занялась оптовой торговлей пищевыми продуктами, напитками и табачными изделиями.
В 2007—2010 гг. происходит увеличение складских площадей компании, установлена система контроля транспортных средств (GPR), оснащение торговых представителей компании карманными компьютерами, открытие первого сервис-центра для работы с клиентами, расширение складского комплекса до 20000 м², модернизация парка грузовых автомобилей компании, покупка нового складского оборудования, открытие новых магазинов по франшизе, существенное расширение ассортимента продукции и т. д.
В 2011 году был открыт второй дистрибьюторский центр, площадь которого составила 7500 м². Состоялось открытие новой товарной группы «Парфюмерия и бытовая химия». Кросс-площадка стала доступна в городе Казань. Началось развитие нового проекта «Малинка», который стал работать с магазинами прилавочного типа и магазинами самообслуживания. Торговые представили компании получили персональные нетбуки.
В 2012 году состоялось открытие крупнейшего дистрибьюторского центра компании в городе Дзержинск Нижегородской области, общей площадью 22 500 м². Создано новое подразделение — «Национальная фруктовая компания», которое стало ответственно за обеспечение магазинов свежими овощами и фруктами. Состоялся переезд сотрудников компании в новый офис, расположенной на территории нового дистрибьюторского центра в Дзержинске. Торговые представители компании получили персональные планшетные ПК.
В 2013 году расширены складские площади, завершено строительство второго этажа дистрибьюторского центра компании в Дзержинске, началось внедрение системы электронного обмена данными (EDI).
В 2014 году компания «Сладкая жизнь» открыла новый склад площадью 20 000 м². В зону покрытия компании впервые вошли Москва, Московская область, Самара, Иваново. В рамках совместного логистического проекта началось сотрудничество с компанией X5 Retail Group. Был открыт первый интернет-магазин, через который появилась возможность заказать продукцию через интернет. «Сладкая жизнь» входит в список 200 крупнейших российских частных компаний согласно рейтингу от журнала Forbes.
В 2015 году началось сотрудничество с различными новыми компаниями. На территории Пензенской области началась работа с Вимм-Билль-Данн Молоко, на территории Ивановской области Марс Шоколад, Ферреро, на территории Саранска — Объединенный Кондитер, на территории Нижегородской области — Конти и др. По итогам года компания заняла 156 место рейтинга 200 крупнейших компаний от Forbes.
В 2016 году состоялось существенное расширение деятельности в Москве. Компания стала официальным дистрибьютором продукции Атяшево, ВБД, Данон, Марс, Фруто-няня. Произошло расширение покрытия в Нижнем Новгороде, Йошкар-Оле, Владимире, Самаре, Казани, Набережных челнах, Муроме. «Сладкая жизнь» становится якорным поставщиком компании «Седьмой континент» в Москве. Началось строительство новой очереди нового распределительного центра компании в городе Дзержинск. Продолжилось развитие сети магазинов «Малинка», открыто 9 новых точек. По итогам года компания поднялась на 8 строчек в рейтинге 200 крупнейших компаний по версии Forbes.
В 2017 году общая площадь дистрибьюторского центра в Дзержинске составила 60 000 м². Произошел крупнейший ребрендинг за много лет. Компания вошла в список Организационного комитета всероссийского бизнес рейтинга, получив второе место в Национальном рейтинге в номинации «Лидер отрасли».
В 2018 году компания «Сладкая жизнь» снова поднялась в рейтинге 200 крупнейших компаний по версии Forbes. Она заняла 120 строчку с выручкой 74,6 млрд рублей. Началось активное развитие онлайн-продаж, за счет чего произошел существенный рост выручки (направление показало десятикратный рост за пару лет).
В 2019 году компания «Сладкая жизнь» продолжила свой рост в рейтинге 200 крупнейших компаний по версии Forbes. В рейтинге она получила 106 позицию с выручкой в 97,5 млрд рублей. В феврале был открыт первый магазин франшизы «Авокадо», которая стала позиционироваться как магазин-дискаунтер. В течение года число открывшихся магазинов новой франшизы только в Нижнем Новгороде составило 600.
В 2020 году «SPAR Middle Volga» вышла на рынок Санкт-Петербурга, были открыты 5 магазинов, всего компания работала в 11 регионах. В этом же году продолжилось стремительное развитие новой франшизы «Авокадо», несмотря на развитие пандемии COVID-19 по всей России в течение года было открыто 1450 новых магазинов, таким образом был превзойден показатель главнейшего конкурента, сети «Фасоль» от немецкого Metro Cash&Carry. Компания впервые в истории вошла в сотню крупнейших российских частных компаний по версии Forbes. В рейтинге компания расположилась на 94 строчке с показателем выручки в 118,8 млрд рублей.
В 2021 году компания продолжила развитие франшизы «Авокадо», магазины которой открылись в 160 городах России.
В 2021 году компания также вошла в рейтинг журнала Forbes «200 крупнейших частных компаний России», где заняла 74 место с выручкой 142,9 млрд рублей.

## «Авокадо»
1 февраля 2019 года компания «Сладкая жизнь» открыла первый магазин новой франшизы «Авокадо», принципиальным отличием которой от существующих вариантов стало отсутствие паушального взноса и роялти. Также для владельцев новых торговых точек предоставляются инвестиции в размере до 400 тысяч рублей, на которые можно закупить нужное оборудование для начала работы. Были представлены возможности прохождения онлайн-обучения для владельцев торговых точек, а также персонала, сниженные ставки по банковскому эквайрингу, решения по автоматизации магазина. Изначально компанией были озвучены планы по открытию 500 магазинов новой франшизы в течение полугода. Возвращение инвестиций компания «Сладкая жизнь» планирует вести с помощью закупок индивидуальными предпринимателями товаров у нее.
Развитие новой франшизы от «Сладкой жизни» пошло более быстрыми темпами, чем ожидали в руководстве компании. В 2020 году число новых открытых магазинов франшизы составило 1450, 27 сентября 2021 года был открыт 3000-й магазин сети (в Нижнем Новгороде), а к концу 2021 года число магазинов составило 3300, что сделало франшизу «Авокадо» крупнейшей продуктовой сетью в России. Сеть расширилась на 17 российских регионов в более 160 разных городах.